# Thor: God of Thunder
Thor: God of Thunder (укр. Тор: Бог грому) — відеогра в жанрі hack and slash, створена за мотивами фільму Marvel Studios «Тор» (2011). Гра була розроблена компанією Liquid Entertainment у співавторстві з Меттом Фраксом. «Thor: God of Thunder» — це перша самостійна поява Тора у відеогрі, в якій звучать голоси Кріса Гемсворта, Тома Гіддлстона і Джеймі Александер, які повторюють свої ролі з кіновсесвіту Marvel. Гра вийшла у 2011 році для Nintendo DS, PlayStation 3, Wii, Xbox 360 та Nintendo 3DS. Версії гри для PlayStation 3 та Xbox 360 можна переглядати у форматі 3D на 3D-телевізорах, а також на 2D-телевізорах за допомогою 3D-окулярів TriOviz Inificolor. Версії для PlayStation 3 та Xbox 360 були зустрінуті негативними відгуками, тоді як версії для Wii, DS та 3DS отримали змішані відгуки.
Всупереч тому, що гра існує поза канонічністю кіновсесвіту Marvel, деякі персонажі з гри згодом з'явилися у фільмі «Тор: Раґнарок» 2017 року, такі як Суртур і Гела (з версії для Nintendo DS).

## Сюжет
Гра починається з того, що в Асґард вторгаються йотуни (крижані велетні з Йотунгейму). Тор, тим часом тренується з Сіф і своїм братом Локі. Однак їхні тренування перериваються приходом крижаних велетнів. Поки Локі йде, щоб повідомити Одіна про вторгнення, Тор залишається битися один після того, як Сіф заморозив один з прибулих йотунів. Швидко відбившись від ворогів і звільнивши Сіф, Тор вирушає до фортеці Одіна, щоб захистити Асґард. Вторгнення вдається зупинити, але при цьому Сіф отримує смертельне поранення. Після того, як Одін відмовив Тору у відплаті за вторгнення та стан Сіф, Тор порушує наказ батька і вирушає до Ніфльгейму за допомогою одного з передбачуваних клонів Локі (який, як з'ясовується, є натхненником вторгнення). Поки Тор подорожує до Нільфгейму, показано, що Одіну вдається врятувати Сіф з мертвих, а потім він продовжує входити в сон Одіна. Коли Тор прибуває до Нільфгейму, Локі наказує йому знайти Іміра, володаря йотунів і правителя Ніфльгейму. Тор знаходить і після довгої битви перемагає Іміра в Печері віків. Там Тор знаходить джерело сили, яке, за словами Локі, може знищити все це царство. Ігноруючи попередження Іміра, Тор активує джерело, яке перетворюється на золоту, металеву, схожу на мінотавра істоту, відому як Манґоґ, яка миттєво випаровує Іміра. Локі відправляє нічого не підозрюючого (і переповненого почуттям провини) Тора до Ванагейму, а не до Асґарду, як того хотів Тор. Локі (який хоче довести Одіну, що він є законним спадкоємцем трону) раніше уклав угоду з Уліком (володарем тролів і правителем Ванагейму), щоб той затримав повернення Тора в Асґард, поки Локі зупинить Манґоґа.
Поки Тор прокладає собі шлях через Ванагейм, в Асґарді Манґоґ сіє хаос по всьому місту. Локі намагається зупинити Манґоґа, використовуючи Скриньку Вічної зими з Ніфльгейму. Його план не спрацьовує, оскільки Манґоґ легко виривається з-під льоду завдяки вогню, який він випромінює. Манґоґ скликає армію, змушуючи Локі змінити свої плани, Улік зраджує Локі. Тор дізнається з історичних записів Ванагейму, що саме Одін спочатку створив Манґоґ після того, як ваніри-тролі оголосили війну Асґарду. Ваніри не змогли контролювати та перемогти Манґоґа, але вони з'ясували, що єдиною слабкістю є створений богом мінерал під назвою скабріт (який був використаний Одіном для кування ланцюгів, що стримували Манґоґа) Тор врешті-решт протистоїть Уліку і перемагає його. Коли Локі розповідає Тору про стан Асґарду, Тор розкриває Локі єдине можливе слабке місце Манґоґа. Локі повідомляє Тору, що скабріт можна знайти лише в одному царстві: Муспельгеймі.
Тор вирушає до Муспельгейму, де стикається з Суртуром. Тору вдається перемогти Суртура і заволодіти Сутінковим мечем. Потім Тор знищує Сутінки, які вивільняють свою енергію, наповнену скабрітом, яка, своєю чергою, поглинається Мйольніром.
Тор повертається до Асґарду, де Локі каже йому, що перш ніж він зустрінеться з Манґоґом, він повинен допомогти Геймдаллу та повністю одужалій Леді Сіф відремонтувати біфрост. Після того, як Тор успішно допоміг Геймдаллу і Сіф, він вирушає на битву з Манґоґом, якому допомагають Локі та ослаблений Одін. Після довгого бою Тор перемагає Манґоґа. Він просить вибачення в Одіна за те, що випустив Манґоґа зі злості та гордості, але Одін каже, що це він сам повинен перепросити, оскільки саме він створив Манґоґа в першу чергу. Потім Одін відпускає душі ванірів на волю їхньої долі в потойбічному світі, коли гра закінчується.

## Персонажі
- Головні персонажі:
  - Тор
- Другорядні персонажі:
  - Леді Сіф
  - Одін
  - Геймдалл
- Антагоністи:
  - Локі
  - Улік
  - Імір
  - Суртур
  - Манґоґ
  - Гела (тільки для Nintendo DS)
- Інші персонажі:
  - Ейнгер'яр
  - Трійка воїнів (тільки для Nintendo DS)
    - Фандрал (тільки для Nintendo DS)
    - Гоґун (тільки для Nintendo DS)
    - Вольстаґґ (тільки для Nintendo DS)

  - Віктор фон Дум (згадка)

## Ігровий процес
Тор веде боротьбу численними світами скандинавської міфології, щоб врятувати Асґард. Гравці орудують культовим Мйольніром, легендарним молотом Тора, щоб боротися з ворогами величезного масштабу, керуючи при цьому стихійними силами блискавки, грому і вітру, щоб перемогти ворогів. Тор повинен подолати жахливих ворогів, що зійшли зі сторінок коміксів, включаючи Уліка, Іміра й Суртура, а також інших страшних ворогів. У грі також можна знайти та зібрати різноманітні колекційні предмети, включаючи руни, концепт-арти та альтернативні костюми Тора.

## Огляди
| Агрегатор  | Оцінка | Оцінка | Оцінка | Оцінка | Оцінка |
| Агрегатор  | 3DS    | DS     | PS3    | Wii    | X360   |
| ---------- | ------ | ------ | ------ | ------ | ------ |
| Metacritic | 55/100 | 64/100 | 39/100 | 56/100 | 38/100 |

| Видання                            | Оцінка | Оцінка | Оцінка | Оцінка | Оцінка |
| Видання                            | 3DS    | DS     | PS3    | Wii    | X360   |
| ---------------------------------- | ------ | ------ | ------ | ------ | ------ |
| 1Up.com                            | Н/Д    | Н/Д    | D      | C+     | D      |
| Eurogamer                          | Н/Д    | Н/Д    | 3/10   | Н/Д    | Н/Д    |
| Game Informer                      | Н/Д    | Н/Д    | 4.5/10 | Н/Д    | 4.5/10 |
| GamePro                            | Н/Д    | 2.5/5  | 1.5/5  | Н/Д    | 1.5/5  |
| GameRevolution                     | Н/Д    | C−     | B      | C      | B      |
| GameSpot                           | Н/Д    | 5.5/10 | 2/10   | 5.5/10 | 2/10   |
| GameTrailers                       | Н/Д    | Н/Д    | Н/Д    | Н/Д    | 4/10   |
| GameZone                           | Н/Д    | 7/10   | Н/Д    | 7/10   | 3/10   |
| IGN                                | 6/10   | 8/10   | 3/10   | 6/10   | 3/10   |
| Nintendo Power                     | 6/10   | 6/10   | Н/Д    | 5.5/10 | Н/Д    |
| Official Xbox Magazine (США)       | Н/Д    | Н/Д    | Н/Д    | Н/Д    | 4.5/10 |
| PlayStation: The Official Magazine | Н/Д    | Н/Д    | 2/10   | Н/Д    | Н/Д    |

Версії для Nintendo отримали змішані відгуки, в той час, як версії для інших платформ отримали негативні, згідно з даними вебсайту Metacritic.
Бретт Дей з 411Mania поставив версії для DS вісім балів з десяти й сказав, що це «цілком можливо найкраща гра про кіно, в яку я коли-небудь грав. WayForward вдалося створити фантастичну, класичну 2D-гру з бічною прокруткою, яка дійсно показує, що Nintendo DS все ще має у своєму арсеналі деякі хитрощі. Візуальні ефекти відмінні, звук чудовий, а ігровий процес просто видатний. Ви будете мати години задоволення, граючи в це. Легко можна назвати однією з найкращих ігор на DS і вона просто необхідна для всіх шанувальників бойовиків». А ось Джеффрі Гарріс з того ж сайту поставив версії для PS3 3,8 бала з 10 і сказав: «Я люблю Тора, але це не відеогра, гідна Бога грому».
The Guardian поставив тій же версії для PS3 три зірки з п'яти та сказав, що «в той час, як це енергійна забава місцями, є ряд майже вертикальних провалів там, де повинна бути крива навчання».
Девід Дженкінс з Metro поставив версії для DS шість балів з десяти та заявив, що «чудовий 2D-арт все ще не може пробачити непотрібних повторень, але поки новинка існує, це чудовий маленький бешкетник з мертвими мізками». Однак Роджер Гарґрівз з тієї ж газети поставив версії для Xbox 360 три бали з десяти та назвав її «майже блюзнірською тратою потенціалу бога-громовержця в цій передбачувано дешевій і безрадісній прив'язці до фільму».
A.V. Club поставив версії на DS три з плюсом і заявив: «Тут є натхненні моменти, особливо в боях з босами гри — останні два включають багатошарнірні спрайти, що охоплюють обидва екрани — але їх небагато і вони далеко між собою».
The Digital Fix поставив версії для 3DS п'ять балів з десяти та сказав, що «гра показує великі перспективи в ряді областей. Проблема в тому, що багато з цих областей зберігають зазначену обіцянку лише короткий час (і не тільки тому, що сама гра коротка)».
The Escapist поставив версії для Xbox 360 дві зірки з п'яти й сказав, що вона розчаровує.

## Цікавинки
- Спочатку гра планувалася як канонічна, але згодом події гри були переосмислені. Відеогра мала стати непрямим приквелом до фільму «Тор»[36].
- Манґоґа одночасно озвучують Мітч Льюїс, Стівен Блум і Робін Аткін Даунс[36].